# Karakterisztikus függvény
A matematikában a karakterisztikus függvény (vagy ritkábban: indikátorfüggvény) olyan függvény, amely azt jelzi, hogy értelmezési tartományának pontjai elemei-e egy halmaznak.
A fogalom fontos szerepet játszik a matematikai analízisben, a mértékelméletben és a kombinatorikában.
A valószínűségszámításban szerepet játszik egy másik, szintén karakterisztikus függvénynek nevezett fogalom, amelynek az itt taglaltakhoz nincs köze.

## Definíció
Legyen az A halmaz az X alaphalmaz egy részhalmaza. Ekkor A karakterisztikus függvényének nevezzük az X halmaz felett azt a
{\displaystyle \mathbf {\chi } _{A}:X\to \{0,1\}\,}
függvényt, amelyre
{\displaystyle \mathbf {\chi } _{A}(x)={\begin{cases}1,&{\mbox{ha}}\ x\in A,\\0,&{\mbox{ha}}\ x\notin A.\end{cases}}}

## Alapvető tulajdonságok
A fenti jelölésekkel
{\displaystyle \mathbf {\chi } _{X}=\mathbf {1} }
és
{\displaystyle \mathbf {\chi } _{\emptyset }=\mathbf {0} },
ahol {\displaystyle \mathbf {0} } jelöli az azonosan 0 függvényt, és {\displaystyle \mathbf {1} } jelöli az azonosan 1 függvényt.
Legyen {\displaystyle A} és {\displaystyle B} az {\displaystyle X} két részhalmaza. Akkor
{\displaystyle \mathbf {\chi } _{A\cap B}=\min\{\mathbf {\chi } _{A},\mathbf {\chi } _{B}\}=\mathbf {\chi } _{A}\cdot \mathbf {\chi } _{B},\,}
{\displaystyle \mathbf {\chi } _{A\cup B}=\max\{{\mathbf {\chi } _{A},\mathbf {\chi } _{B}}\}=\mathbf {\chi } _{A}+\mathbf {\chi } _{B}-\mathbf {\chi } _{A}\cdot \mathbf {\chi } _{B}.}

## Példák
- A szignumfüggvény abszolút értéke a nemnulla valós számok karakterisztikus függvénye;
- A H1(x) módosított Heaviside-függvény a nemnegatív valós számok karakterisztikus függvénye;
- A magyar szakirodalomban Dirichlet-függvényként ismert leképezés a racionális számok halmazának karakterisztikus függvénye a valós számok felett;